# Jak wymiatać
Jak wymiatać (ang. How to Rock, 2012) – amerykański serial komediowy Nickelodeon stworzony przez Jima O’Doherty’ego. Wyprodukowany przez On the Emums Productions, Alloy Entertainment i Nickelodeon Productions.
Światowa premiera serialu miała miejsce 4 lutego 2012 roku na amerykańskim Nickelodeon, natomiast w Polsce serial zadebiutował 30 czerwca 2014 roku na antenie Nickelodeon Polska.
26 sierpnia 2012 roku David M. Israel potwierdził, że 2 sezon nie powstanie.

## Fabuła
Serial opowiada o perypetiach Kacey Simon (Cymphonique Miller), która jest utalentowaną i pewną siebie wokalistką zespołu Perfetki. Dziewczyna cieszy się dużą sympatią rówieśników. Jednak pewnego dnia, wszystko zmienia się, gdy musi zacząć nosić okulary oraz aparat na zęby, a jej zmiana wyglądu sprawia, że szybko traci popularność i zostaje wyrzucona z zespołu Perfetek. Na szczęście Kacey znajduje pocieszenie u innej grupy, a także postanawia dalej oddać się muzycznej pasji. Wraz ze swoimi przyjaciółmi – Zanderem (Max Schneider), Stevie (Lulu Antariksa), Nelsonem (Noah Crawford) i Kevinem (Christopher O’Neal) tworzą zespół Gravi 5. Od tej pory największą rywalką Kacey jest jej dawna koleżanka i intrygantka Molly (Samantha Boscarino).

## Bohaterowie

### Główni
- Kacey Simon (Cymphonique Miller) – główna bohaterka serialu. Była królowa Perfetek, która po otrzymaniu okularów i aparatu na zęby zostaje wyrzucona z grona swoich przyjaciół. Po odejściu z Perfetek postanawia zostać wokalistką zespołu Gravi 5. Jest pewna siebie, utalentowana, odważna oraz nieco egocentryczna.
- Molly Garfunkel (Samantha Boscarino) – nowa królowa Perfetek oraz rywalka Kacey. Jest pewna siebie i popularna. Stara się pozbyć Kacey na wszystkie możliwe sposoby.
- Zander Robbins (Max Schneider) – nowy chłopak w szkole oraz członek zespołu Gravi 5. Jest przystojny, próżny oraz pewny siebie. Gra na gitarze i klawiszach.
- Stevie Baskara (Lulu Antariksa) – członkini zespołu Gravi 5. Jest piękna i inteligentna. Gra na basie.
- Grace King (Halston Sage) – członkini Perfetek. Jest wspaniała i naiwna. Stara się popierać Molly i jest jej lojalna. Jest zakochana w Nelsonie.
- Nelson Baxter (Noah Crawford) – członek zespołu Gravi 5 oraz najlepszy przyjaciel Kevina. Uwielbia gry wideo oraz science fiction. Gra na klawiszach.
- Kevin Reed (Christopher O’Neal) – członek zespołu Gravi 5 oraz najlepszy przyjaciel Nelsona. Uwielbia jedzenie. Jest zawsze głodny. Gra na perkusji.

### Drugoplanowi
- Andy Bartlet (Jacob Houston) – student, który uczęszcza do szkoły w Brewster High School. Podkochuje się w Kacey i Stevie, a także próbuje często flirtować z nimi.
- Pan March (Kirk Fox) – nauczyciel historii w szkole Brewster High School.

## Wersja polska
Wersja polska: na zlecenie Nickelodeon Polska – Master Film
Reżyseria: Dariusz Dunowski
Dialogi:
- Antonina Kasprzak (odc. 1-3, 12-13),
- Karolina Anna Kowalska (odc. 4-5, 9-11, 14-15)

Dźwięk i montaż: Aneta Michalczyk-Falana
Kierownictwo produkcji:
- Agnieszka Kołodziejczyk
- Romuald Cieślak

Nadzór merytoryczny: Katarzyna Dryńska

Wystąpili:
- Kinga Suchan – Kacey
- Weronika Nockowska – Molly
- Bartosz Wesołowski – Zander
- Marta Dylewska – Stevie
- Maria Pawłowska – Grace
- Mateusz Banasiuk – Nelson
- Stefan Pawłowski – Kevin

W pozostałych rolach wystąpili:
- Józef Pawłowski – Andy (odc. 1-2, 4-5, 7, 10, 12-13, 15-17, 20, 22, 24-26)
- Karol Wróblewski – pan March (odc. 1, 7, 12-13, 16-17, 19, 21, 23-26)
- Maria Czykwin
- Izabela Szela
- Paulina Korthals
- Aleksandra Prykowska
- Tomasz Olejnik
- Mateusz Weber
- Paweł Domagała
- Anna Rusiecka
- Diana Zamojska
- Filip Kusior
- Łukasz Borkowski
- Jakub Kamieński
- Adrian Perdjon – Kendall (odc. 14)
- Jakub Molęda – James (odc. 14)
- Piotr Bajtlik – Logan (odc. 14)
- Mateusz Narloch – Carlos (odc. 14)
- Karol Pocheć
- Agata Gawrońska-Bauman
- Mirosław Wieprzewski
- Karol Dziuba – Jimmy (odc. 18)

i inni
Lektor: Paweł Bukrewicz

## Spis odcinków
| Seria | Odcinki | Premiera serii | Finał serii    | Premiera serii  | Finał serii     |
| ----- | ------- | -------------- | -------------- | --------------- | --------------- |
| 1     | 25      | 4 lutego 2012  | 8 grudnia 2012 | 30 czerwca 2014 | 13 grudnia 2014 |